# Гадодиамид
Гадодиамид — парамагнитный контрастный препарат на основе гадолиния для МРТ-исследований кровеносных сосудов. Распространяется под торговой маркой «Омнискан».
Входит в перечень жизненно необходимых и важнейших лекарственных препаратов.